# Guirim
Guirim är en ort i Indien.   Den ligger i distriktet North Goa och delstaten Goa, i den sydvästra delen av landet, 1 500 km söder om huvudstaden New Delhi. Guirim ligger 8 meter över havet och antalet invånare är 7 057.
Terrängen runt Guirim är platt. Runt Guirim är det tätbefolkat, med 913 invånare per kvadratkilometer. Närmaste större samhälle är Māpuca, 1,8 km norr om Guirim. I omgivningarna runt Guirim växer huvudsakligen savannskog.